# Felix Lorenz

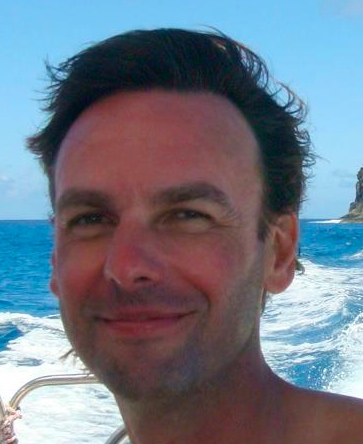
Felix Lorenz, ca. 2015

Felix Lorenz (* 4. Januar 1967 in Lauenburg) ist ein deutscher Biologe, der auf Malakologie (Weichtierkunde) spezialisiert ist.

## Leben und Wirken
Schon in seiner frühesten Kindheit begann Lorenz damit, Conchylien (Muschel- und Schneckengehäuse) zu sammeln. Diese Leidenschaft, die später sein berufliches Leben prägen sollte, hatte er von seinen Eltern übernommen. 1984, im Alter von erst 17 Jahren, wurde eine wissenschaftliche Arbeit von ihm mit dem Titel Eine neue Umbilia von Keppel Bay in der Fachzeitschrift für Conchylien Club Conchylia Informationen veröffentlicht. Kurz darauf erschien seine zweite Veröffentlichung Eine neue Cypraeovula aus Südafrika (Gastropoda, Cypraeovulinae) in einer anderen Fachzeitschrift. Das damals behandelte Thema, insbesondere die Familie der Cypraeidae (Kaurischnecken), ist seitdem immer wieder Gegenstand seiner Forschung.
Er studierte an der Justus-Liebig-Universität in Gießen Biologie und promovierte dort mit einer Arbeit über die Ringkauri (Monetaria annulus), einer Kaurischneckenart, die in tropischen Gewässern vorkommt.

## Veröffentlichungen
Lorenz veröffentlicht regelmäßig Arbeiten, unter anderem in folgenden Zeitschriften: Schriften zur Malakozoologie, La Conchiglia, Conchylia,  und Visaya. Er ist Erstbeschreiber einer Vielzahl von Meeresschnecken und Autor einiger Bücher.

## Werke
- Felix Lorenz & Alex Hubert: A Guide To Worldwide Cowries. 2000. ISBN 3-925919-25-2
- Felix Lorenz: Monograph of the Living Zoila: 2001. A Fascinating group of Australian endemic Cowries, ISBN 3-925919-34-1
- Felix Lorenz: New worldwide Cowries: Descriptions of New Taxa and […] 2002. ISBN 3-925919-59-7
- Felix Lorenz & Dirk Fehse: The Living Ovulidae. A Manual of the Families of Allied Cowries. 2010. ISBN 978-3-939767-21-3
- Felix Lorenz: Cowries - A Guide to the Gastropod Family Cypraeidae Vol. 1 Biology and Systematics 2017. ISBN 978-3-939-767-87-9
- Felix Lorenz: Cowries - A Guide to the Gastropod Family Cypraeidae Vol. 2 Shells and Animals 2018. ISBN 978-3-939-767-88-6